# Juniorsko ragbijsko europsko prvenstvo 2007.
Juniorsko ragbijsko europsko prvenstvo 2007. održalo se u Francuskoj.
Vrijeme održavanja:

## Sudionici
(popis nepotpun)

Francuska, Irska, Engleska, Hrvatska, BiH, Srbija, Norveška, Belgija, Bugarska, Poljska, Ukrajina, Rusija, Portugal, Rumunjska, Italija, Njemačka, Češka.

## Konačni poredak
1. Francuska
2. Irska
3. Engleska

Juniorska postava Hrvatske je ispala u niži natjecateljski razred.
Europski prvaci za 2007. godinu je momčad Francuske.

## Nagrade
Najbolji igrač je reprezentativac BiH Frano Blažević.